# Базз Олдрін

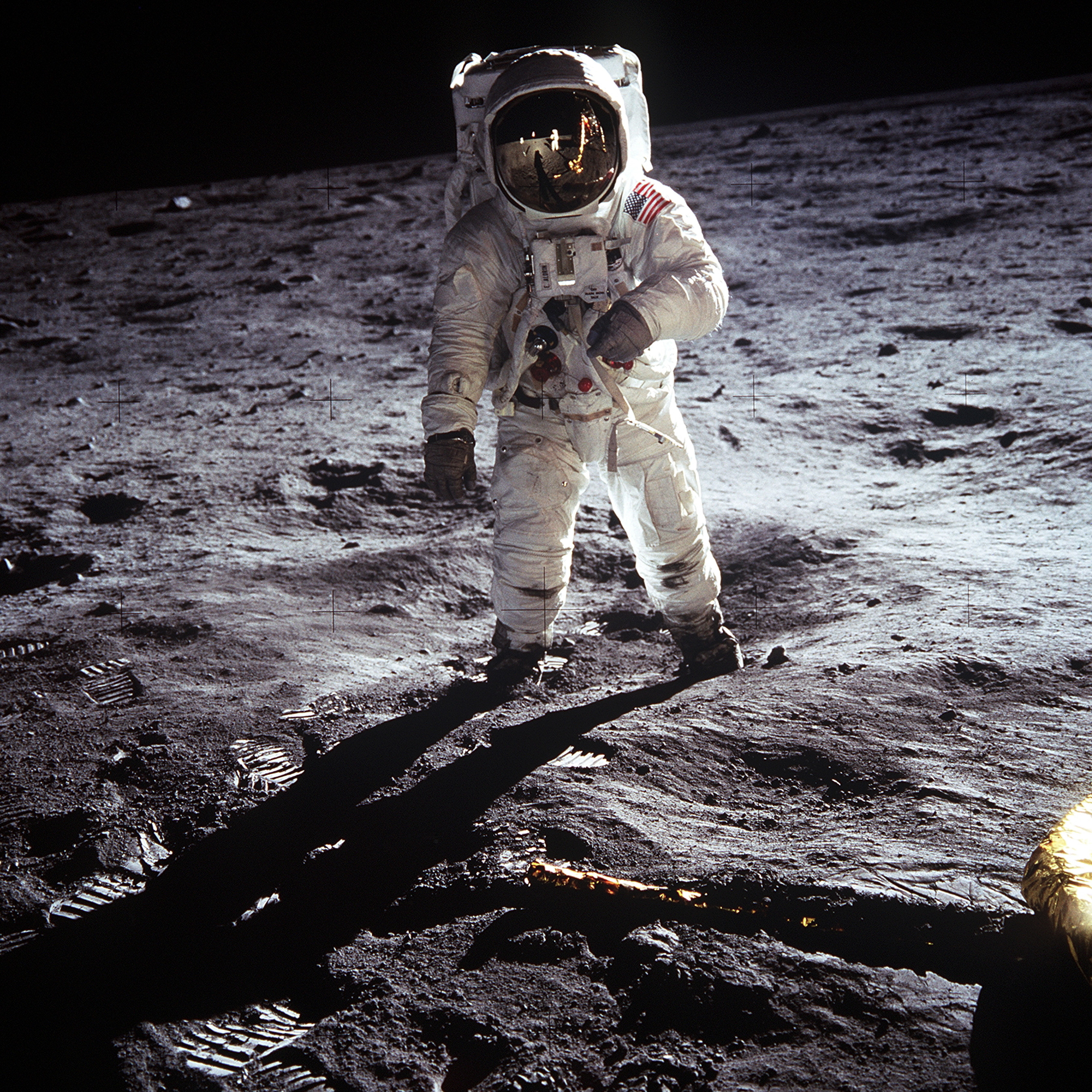
Базз Олдрін позує на Місяці, дозволяючи Армстронгу сфотографувати себе і власне відображення у шоломі Базза

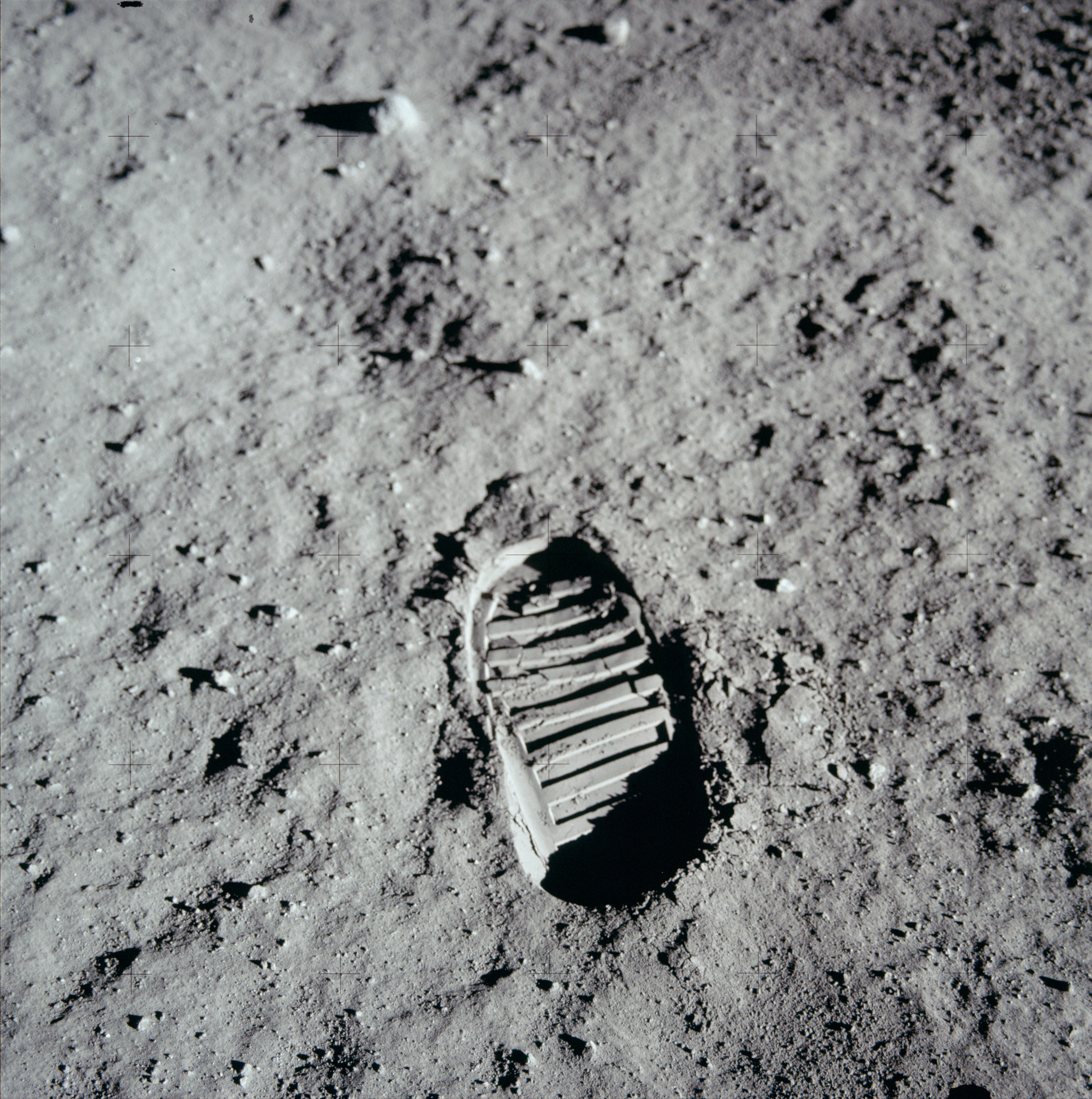
Відбиток черевика скафандра Олдріна на поверхні Місяця, фото Олдріна, 20 липня 1969

Базз О́лдрін (англ. Buzz Aldrin), Е́двін Ю́джин О́лдрін (нар. 20 січня 1930) — астронавт США, доктор наук, полковник ВПС у відставці. Учасник Корейської війни (2 повітряні перемоги). Політ на «Джеміні-12» (листопад 1966). Перший в історії людства політ на Місяць на «Аполлоні-11» і вихід на його поверхню (липень 1969). Друга людина, яка ступила на поверхню Місяця (після Ніла Армстронга).
На честь астронавта названо астероїд 6470 Олдрін.

## Життєпис
Едвін Олдрін народився 20 січня 1930 року в місті Глен Рідж, штат Нью-Джерсі, у сім'ї офіцера Едвіна Юджина Олдріна старшого і його дружини Меріон Мун. Рід Олдрінів має шотландські, шведські та німецькі коріння. Після закінчення в 1946 році середньої школи в місті Монклер відмовився від можливості вчитися в престижному Массачусетському технологічному інституті і поступив до Військової академії США у Вест-Пойнті. Прізвисько «Buzz» виникло у Олдріна ще в дитинстві: його молодша сестра не могла вимовити слово «brother» («брат») і скорочувала його до «buzzer», а потім і взагалі «buzz». У 1988-му році Олдрін офіційно змінив своє ім'я на Базз.

### Військова служба

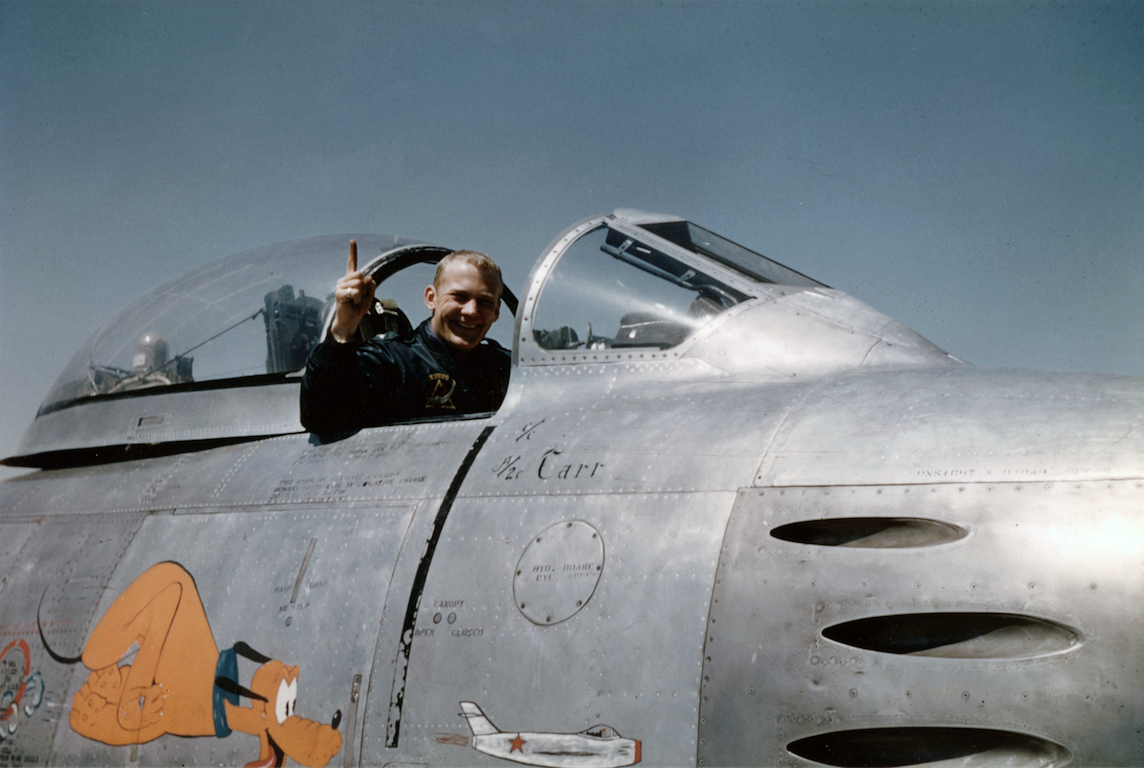
Олдрін в кабіні 51-го винищувача-перехоплювача F-86 Sabre після збиття винищувача МіГ 15 під час війни в Кореї.

У 1951 році Олдрін закінчив Військову академію США у Вест-Пойнті і отримав ступінь бакалавра технічних наук. У тому ж році вступив на військову службу в ВПС США в званні Другого лейтенанта, пройшов льотний вишкіл на льотчика-винищувача. У 1953 році брав участь у Корейській війні як пілот літака F-86 «Sabre» в складі 51-го авіакрила винищувачів-перехоплювачів. Виконав 66 бойових вильотів і збив два літаки МіГ-15, перший з яких Олдрін збив 14 травня 1953 року, коли він летів за 8 км на південь від річки Ялуцзян. 8 червня 1953 року на сторінках журналу «Life» були опубліковані світлини, на яких видно, як Олдрін збиває МіГ-15, з якого катапультується льотчик.
Після війни Олдрін пройшов вишкіл в Школі офіцерів ескадрильї при Авіаційному університеті на авіабазі Максвелл в Алабамі. Був призначений інструктором повітряної стрільби на авіабазі Нелліс у Неваді, а потім помічником декана факультету в Академії ВПС США. Служив у складі американських військ в Європі командиром ланки F-100 в 22-й ескадрильї 36-го тактичного винищувального авіакрила на авіабазі в Бітбурзі, Німеччина. У 1963 році в Массачусетському технологічному інституті захистив дисертацію на тему «Управління зближенням космічних апаратів на орбіті [Архівовано 11 травня 2015 у Wayback Machine.]» і став доктором наук (Ph.D) з астронавтики. За свої наукові інтереси згодом отримав прізвисько «Dr. Rendezvous» («Доктор Рандеву»).
До моменту зарахування в загін астронавтів служив у місцевому відділенні ВПС при Центрі пілотованих космічних польотів (зараз називається Космічним центром Джонсона) в якості відповідального за проведення експериментів Міністерства оборони США під час польотів кораблів «Джеміні».

### Кар'єра в НАСА
Олдрін спочатку подав заявку на вступ до корпусу астронавтів, коли в 1962 році проходив набір в Групу астронавтів NASA №2. Його заявку було відхилено на підставі того, що він не був льотчиком-випробувачем. Олдрін знав про цю вимогу і попросив про виняток, але прохання було відхилено. 15 травня 1963 року NASA оголосило про новий раунд відбору, цього разу з вимогою, щоб кандидати мали або досвід льотчика-випробувача, або 1000 годин польотів на реактивних літаках. Олдрін мав понад 2500 годин польотів, з яких 2200 були на реактивних літаках. Його обрання одним з чотирнадцяти членів Групи астронавтів NASA №3 було оголошено 18 жовтня 1963 року. Це зробило його першим астронавтом з докторським ступенем, що в поєднанні з його знаннями в області орбітальної механіки принесло йому прізвисько "Доктор Стиковка" від його колег-астронавтів. Хоча Олдрін був як найосвіченішим, так і експертом зі стикування в корпусі астронавтів, він знав, що це прізвисько не завжди було компліментом. Після завершення початкової підготовки кожному новому астронавту було призначено сферу експертизи; у випадку Алдріна це було планування місій, аналіз траєкторій і польотні плани.